# Química de polímeros

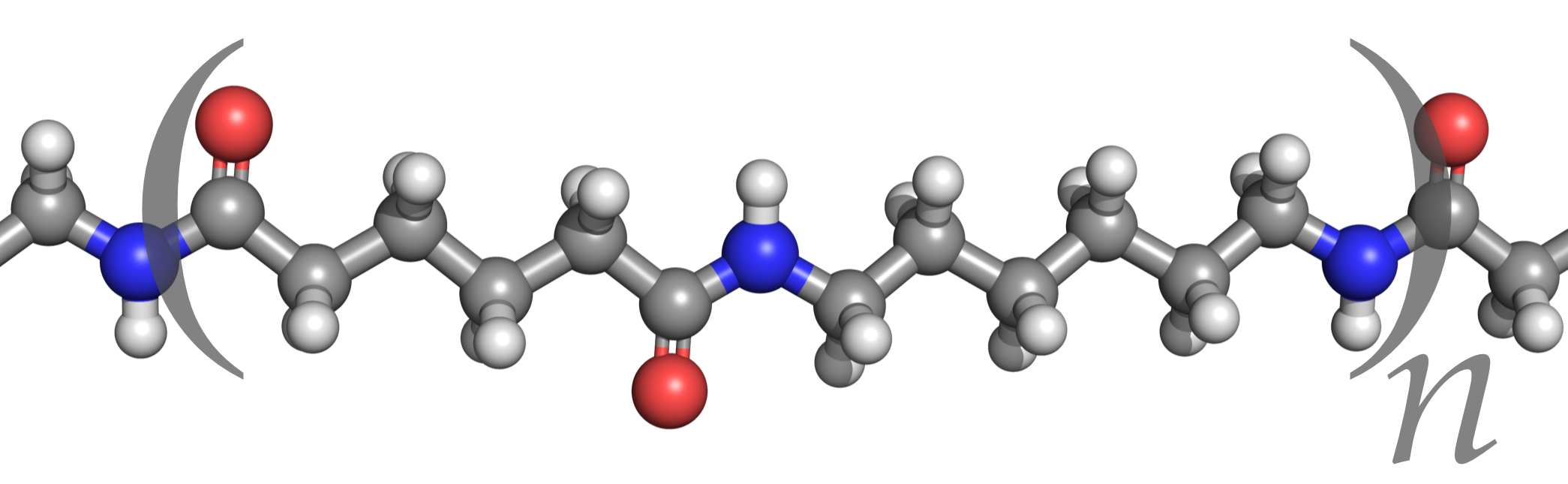
Porción de la columna vertebral de nylon 6,6.

La química de polímeros es una subdisciplina de la química que se centra en la síntesis química, la estructura, las propiedades químicas y físicas de los polímeros y las macromoléculas. Los principios y métodos utilizados para los polímeros en química son comunes a las subdisciplinas de la química, química analítica y química física. Muchos materiales tienen estructuras poliméricas, desde metales y cerámicas totalmente inorgánicas hasta ADN y otras moléculas biológicas, sin embargo, la química de polímeros se hace referencia típicamente en el contexto de composiciones orgánicas sintéticas. Los polímeros sintéticos son omnipresentes en los materiales comerciales y en los productos de uso cotidiano, comúnmente conocidos como plásticos, gomas y compuestos .  La química de polímeros también se puede incluir en los campos más amplios de la ciencia de los polímeros o incluso de la nanotecnología , y ambos pueden describirse como que abarcan la física de polímeros y la ingeniería de polímeros.

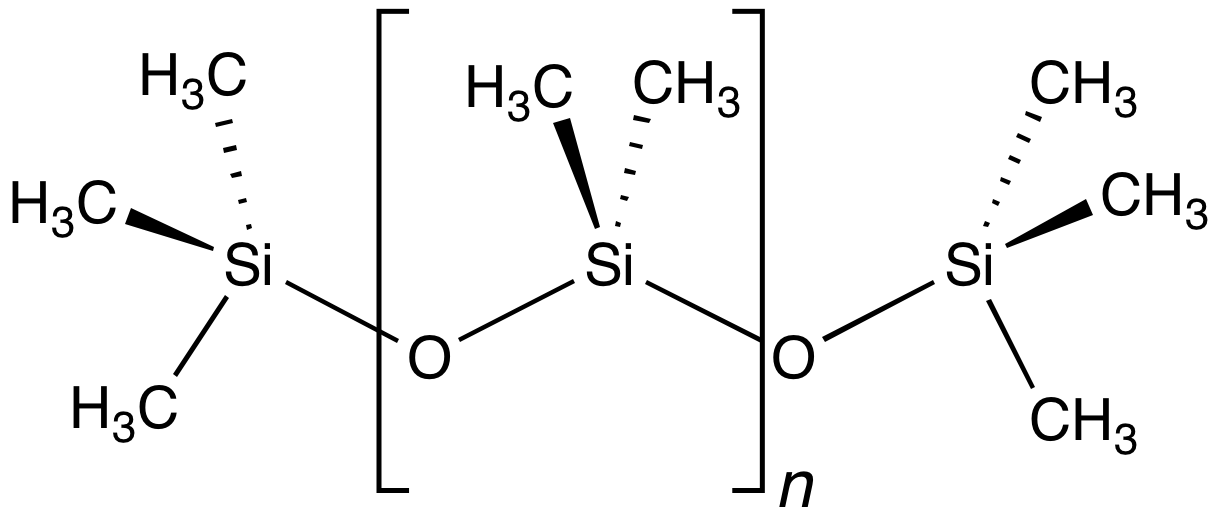
Estructura del polidimetilsiloxano, que ilustra un polímero con un esqueleto inorgánico.

## Polímeros y sus propiedades

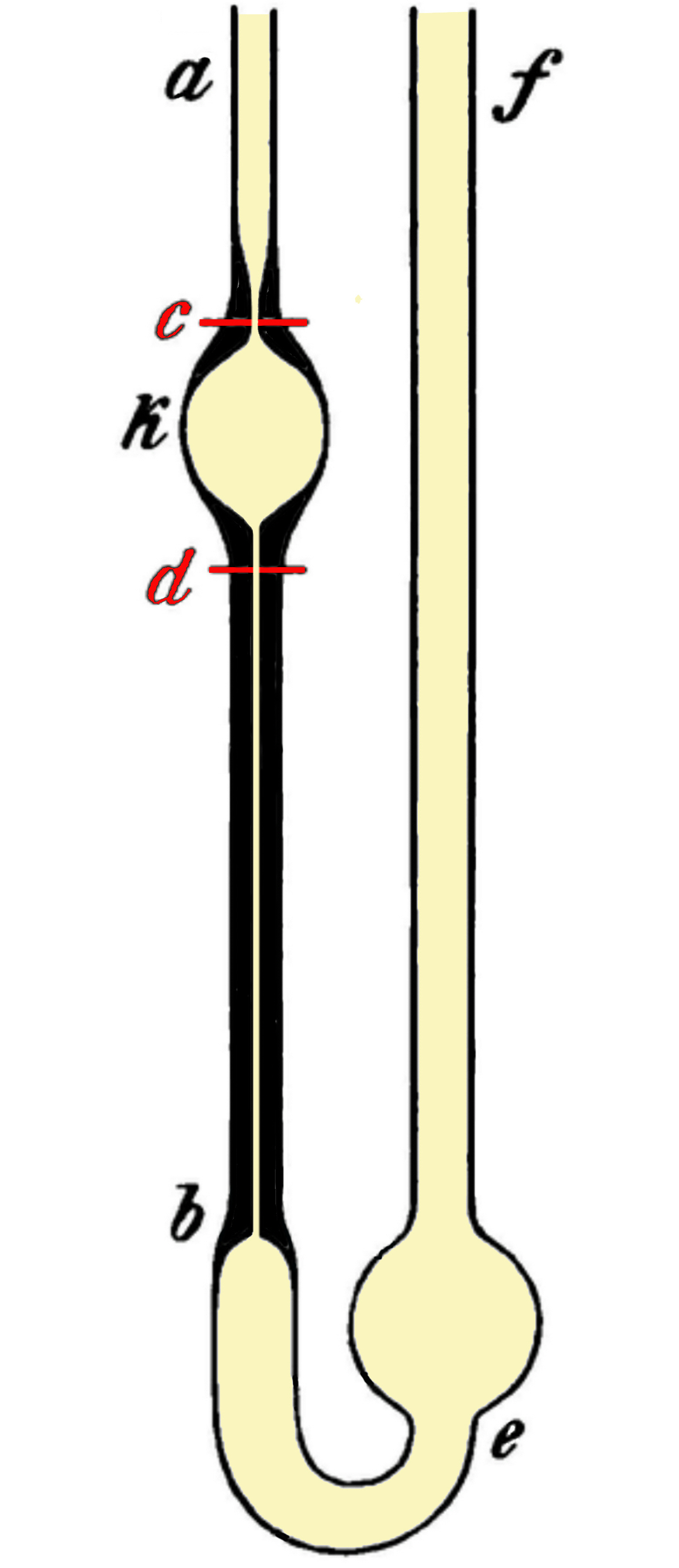
La viscosidad de las soluciones de polímeros es un parámetro valorado. Viscosímetros como este se emplean en tales mediciones.

Los polímeros son compuestos de alto peso molecular formados por polimerización de monómeros .  La molécula reactiva simple de la cual se derivan las unidades estructurales repetitivas de un polímero se llama monómero.  Un polímero se puede describir de muchas maneras: su grado de polimerización, distribución de masa molar, táctica , distribución de copolímero, grado de ramificación, por sus grupos finales, reticulaciones, cristalinidad y propiedades térmicas, como su temperatura de transición vítrea y temperatura de fusión. Los polímeros en solución tienen características especiales con respecto a la solubilidad , viscosidad y gelificación. Para ilustrar los aspectos cuantitativos de la química de polímeros, se presta especial atención a los pesos moleculares promedio en número y peso promedio {\displaystyle M_{n}} y   {\displaystyle M_{w}} , respectivamente
{\displaystyle M_{n}={\frac {\sum M_{i}N_{i}}{\sum N_{i}}},\quad M_{w}={\frac {\sum M_{i}^{2}N_{i}}{\sum M_{i}N_{i}}},\quad }
La formación y las propiedades de los polímeros han sido racionalizadas por muchas teorías que incluyen la teoría de Scheutjens-Fleer, la teoría de la solución de Flory-Huggins, el mecanismo de Cossee-Arlman, la teoría del campo de polímeros, la teoría de la nucleación de Hoffman, la teoría de Flory-Stockmayer y muchos otros. 

Segmentos de polipropileno, que muestran las estructuras ligeramente diferentes de polímeros isotácticos (arriba) y sindiotácticos (abajo).

Los polímeros pueden subdividirse en biopolímeros y polímeros sintéticos según su origen. Cada una de estas clases de compuestos se puede subdividir en categorías más específicas en relación con su uso y propiedades. 

Una hebra de celulosa que muestra los enlaces de hidrógeno (discontinuos) dentro y entre las cadenas.

Los biopolímeros son los materiales estructurales y funcionales que comprenden la mayor parte de la materia orgánica en los organismos. Una clase importante de biopolímeros son las proteínas, que se derivan de los aminoácidos. Los polisacáridos, como la celulosa, la quitina y el almidón , son biopolímeros derivados de los azúcares. Los ácidos nucleicos, ADN y ARN se derivan de azúcares fosforilados con nucleótidos colgantes que transportan información genética. 
Los polímeros sintéticos son los materiales estructurales que se manifiestan en plásticos, fibras sintéticas, pinturas, materiales de construcción, muebles, piezas mecánicas y adhesivos. Los polímeros sintéticos se pueden dividir en polímeros termoplásticos y plásticos termoestables. Los polímeros termoplásticos incluyen polietileno , teflón , poliestireno , polipropileno , poliéster , poliuretano , poli (metacrilato de metilo) , cloruro de polivinilo , nylons y rayón . Los plásticos termoestables incluyen caucho vulcanizado , baquelita , Kevlar y poliepóxido. Casi todos los polímeros sintéticos se derivan de productos petroquímicos . 

### Composición
Los polímeros son componentes principales de los materiales compuestos , como la fibra de carbono - epoxi . 

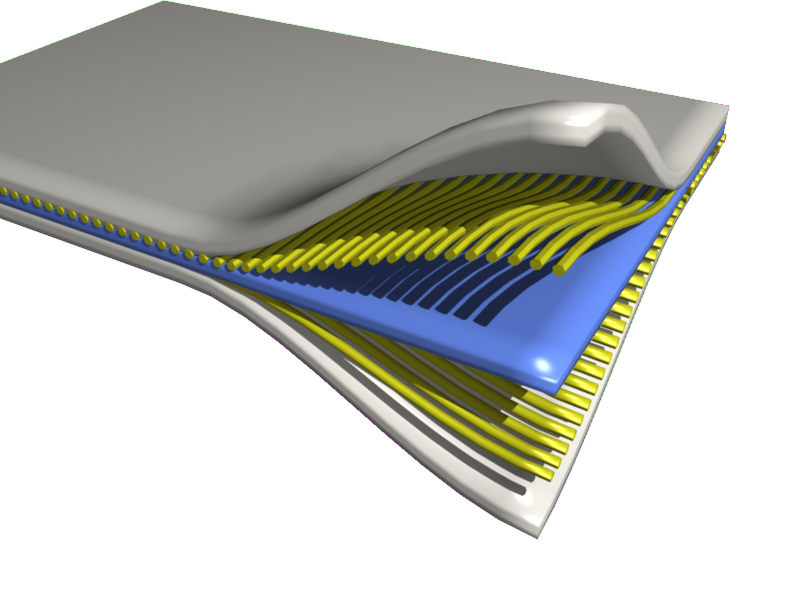
Los materiales compuestos se forman combinando materiales poliméricos para formar una estructura general con propiedades que difieren de la suma de los componentes individuales.

## Historia
El trabajo de Henri Braconnot en 1777 y el trabajo de Christian Schönbein en 1846 llevaron al descubrimiento de la nitrocelulosa , que, cuando se trató con alcanfor, produjo celuloide. Disuelto en éter o acetona, es colodión, utilizado como apósito para heridas desde la Guerra Civil de los Estados Unidos . El acetato de celulosa se preparó por primera vez en 1865.  En los años 1834-1844, se encontró que las propiedades del caucho ( poliisopreno ) mejoraron en gran medida al calentar con azufre, por lo que se encontró el proceso de vulcanización. 

En 1884, Hilaire de Chardonnet comenzó la primera planta de fibra artificial a base de celulosa regenerada, o rayón de viscosa, como sustituto de la seda, pero era muy inflamable.  En 1907, Leo Baekeland inventó el primer polímero sintético, una resina de fenol - formaldehído termoestable llamada baquelita .  Casi al mismo tiempo, Hermann Leuchs informó sobre la síntesis de aminoácidos N-carboxianhídridos y sus productos de alto peso molecular tras la reacción con nucleófilos, pero no llegó a referirse a estos como polímeros, posiblemente debido a las fuertes opiniones expuestas por Emil Fischer, su respuesta directa. supervisor, negando la posibilidad de que cualquier molécula covalente supere los 6,000 daltons. El celofán fue inventado en 1908 por Jocques Brandenberger, quien trató láminas de rayón de viscosa con ácido. 

Figuras destacadas en química de polímeros
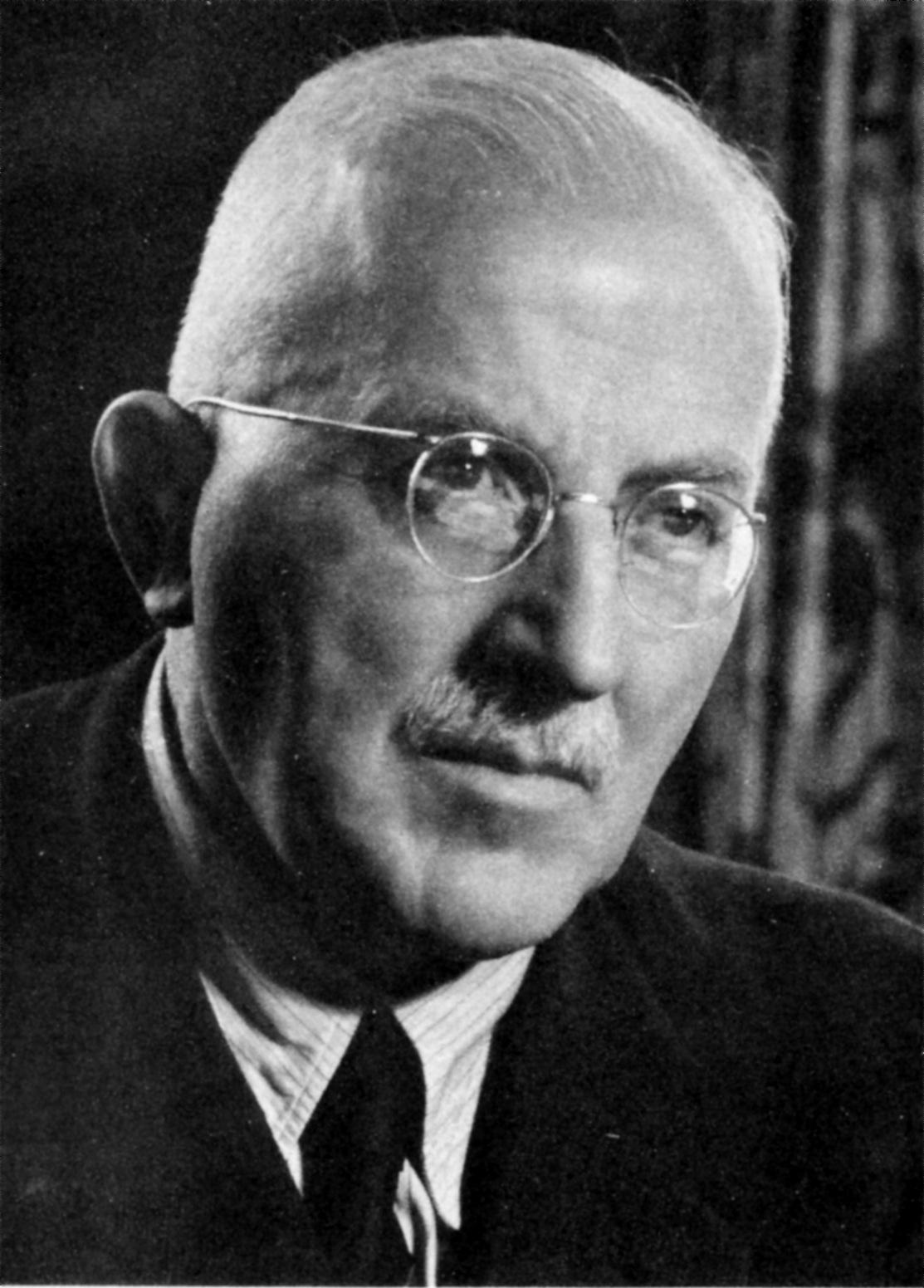
Hermann Staudinger , padre de la química de polímeros.
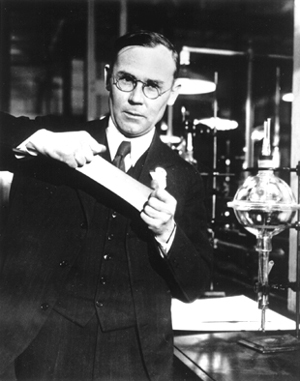
Wallace Carothers , inventor del nylon.
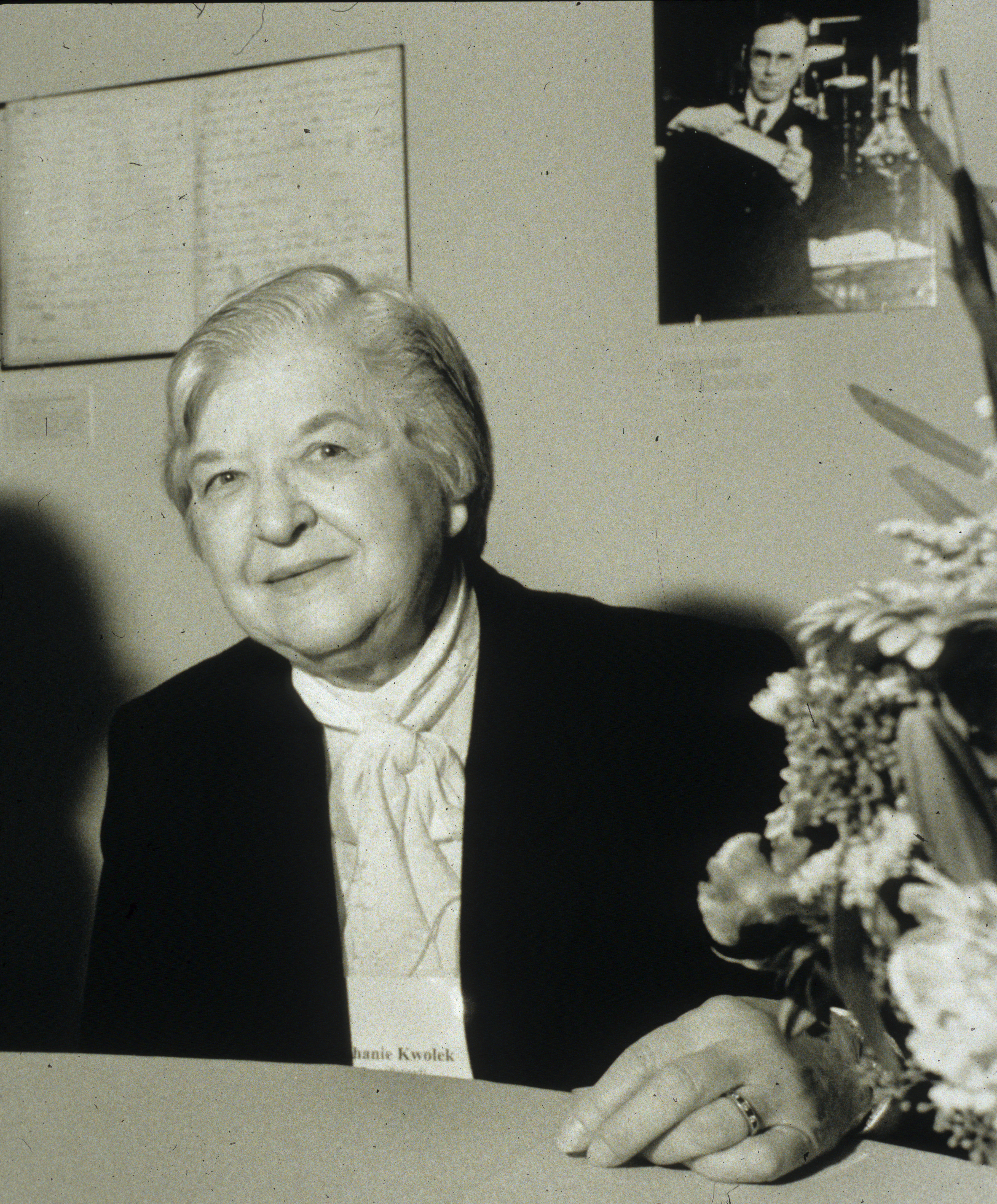
Stephanie Kwolek , inventora de Kevlar .

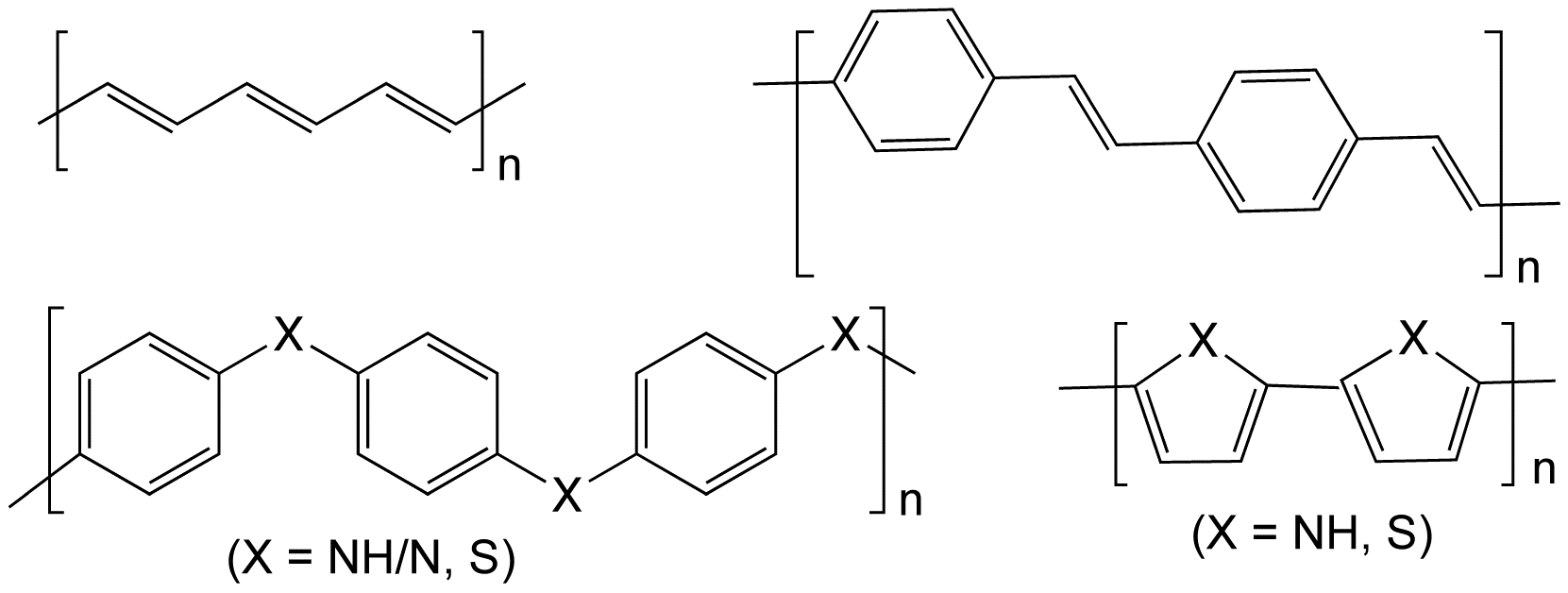
Estructuras de algunos polímeros conductores de electricidad : poliacetileno ; polifenileno vinileno ; polipirrol (X = NH) y politiofeno (X = S); y polianilina (X = NH / N) y sulfuro de polifenileno (X = S).

El químico Hermann Staudinger propuso por primera vez que los polímeros consistían en largas cadenas de átomos unidos por enlaces covalentes , que denominó macromoléculas. Su trabajo amplió la comprensión química de los polímeros y fue seguido por una expansión del campo de la química de los polímeros durante la cual se inventaron materiales poliméricos como el neopreno, el nailon y el poliéster. Antes de Staudinger, se pensaba que los polímeros eran agrupaciones de pequeñas moléculas ( coloides ), sin pesos moleculares definidos, unidas por una fuerza desconocida. Staudinger recibió el Premio Nobel de Química en 1953. Wallace Carothers inventó el primer caucho sintético llamado neopreno en 1931, el primer poliéster , e inventó el nylon , un verdadero reemplazo de la seda, en 1935. Paul Flory fue galardonado con el Premio Nobel de Química en 1974 por su trabajo sobre configuraciones de bobinas al azar de polímeros en solución en la década de 1950. Stephanie Kwolek desarrolló un aramida o nailon aromático llamado Kevlar , patentado en 1966. Karl Ziegler y Giulio Natta recibieron un Premio Nobel por su descubrimiento de catalizadores para la polimerización de alquenos . Alan J. Heeger , Alan MacDiarmid y Hideki Shirakawa recibieron el Premio Nobel de Química 2000 por el desarrollo de poliacetileno y polímeros conductores relacionados.  El poliacetileno en sí mismo no encontró aplicaciones prácticas, pero los diodos orgánicos emisores de luz (OLED) surgieron como una aplicación de polímeros conductores.
Los programas de enseñanza e investigación en química de polímeros se introdujeron en la década de 1940.  Un Instituto de Piel Makromolekulare Chemie fue fundado en 1940 en Friburgo, Alemania, bajo la dirección de Staudinger.  En América, un Instituto de Investigación de Polímeros (PRI) fue establecido en 1941 por Herman Mark en el Instituto Politécnico de Brooklyn (ahora Instituto Politécnico de la Universidad de Nueva York ). 

## Caracterización de los polímeros
Existen varios métodos para caracterizar polímeros, que se dividen en indirectos (o relativos) y directos.
Los métodos indirectos no dan valores absolutos de masa molar, pero pueden hacerse afirmaciones sobre la muestra medida comparando muestras de composición similar y masa molar conocida.

### Métodos indirectos de determinación de la masa molar
- Cromatografía de permeación en gel
- Viscosimetría
- Centrifugación

### Métodos directos de determinación de masa molar
- Espectrometría de masas, especialmente MALDI-TOF
- Ósmosis
- Ebullioscopia
- Dispersión de la luz

Cuando se caracterizan macromoléculas, debe tenerse en cuenta que casi siempre hay una cierta distribución (dispersión) en la masa molar, cuya amplitud y forma de distribución también pueden ser significativamente diferentes, de modo que muestras con aparentemente la misma masa molar (misma masa molar media) pueden tener propiedades (mecánicas, físicas o químicas) completamente diferentes.

### Caracterización física de los polímeros
Como ya se ha mencionado, los polímeros difieren en sus propiedades físicas. Estas propiedades también pueden cuantificarse mediante métodos de medición adecuados. Los métodos aplicables son:
- Viscosimetría/Reología
- Ensayo de tracción con diagramas tensión-deformación

### Caracterización térmica de polímeros
Las propiedades térmicas de los polímeros pueden analizarse mediante métodos adecuados. Por un lado, se pueden medir los cambios en las variables físicas, como la viscosidad, pero también el punto de fusión o los puntos de transformación de fase, y por otro los cambios químicos, especialmente las reacciones de descomposición, que se pueden registrar tanto cualitativa como cuantitativamente. Los métodos son 
- Calorimetría diferencial de barrido para medir los cambios de fase
- Análisis termogravimétrico para medir la estabilidad térmica

## Homopolímeros y copolímeros

### Homopolímeros
Si un polímero está formado por un solo tipo de bloque monomérico (unidad repetitiva), se denomina homopolímero. (homo (griego) = igual, similar).

### Copolímeros
Si un polímero está formado por diferentes bloques de construcción monoméricos, se denomina copolímero. Existen copolímeros formados por monómeros químicamente muy similares, como los copolímeros de eteno y propeno, pero también copolímeros cuyos monómeros son químicamente muy diferentes, como los copolímeros de α-olefina / MSA. Normalmente se utilizan dos monómeros, pero también hay copolímeros con tres o más monómeros diferentes. Los copolímeros formados por tres monómeros se denominan terpolímeros. Un ejemplo son los plásticos ABS, conocidos por la fabricación de los bloques de construcción Lego.
Dependiendo de la secuencia de los monómeros individuales, se distingue entre copolímeros aleatorios, alternantes, gradientes y en bloque.  Si se polimerizan más monómeros en una cadena existente o se aplican mediante reacción análoga a polímeros, se denominan (co)polímeros de injerto.
La secuencia de monómeros que intervienen durante la copolimerización viene determinada por los parámetros de copolimerización. Se derivan (para copolímeros de dos monómeros) de las cuatro constantes de velocidad de las posibles reacciones. Para copolímeros con más de dos monómeros diferentes, el modelo se aplica de forma análoga, pero hay más reacciones posibles y, en consecuencia, más cocientes.
Las proteínas, el ADN/ARN y algunos polisacáridos también pertenecen formalmente a los copolímeros, pero su formación está sujeta a mecanismos completamente diferentes a los de los copolímeros técnicos.

### Dendrímeros
Los dendrímeros son una clase especial de moléculas poliméricas. Con una estrategia de síntesis adecuada, son monodispersos, es decir, no hay distribución de masa molar, todas las partículas son idénticas. El número de pasos de síntesis se denomina generación, asignándose a la molécula central el número de generación cero. Si esta molécula núcleo tiene cuatro grupos reactivos y el producto de reacción (1ª generación) tiene dos grupos reactivos por grupo original, se tienen ocho grupos, etc.
Los dendrímeros no pueden hacerse arbitrariamente grandes porque efectos estéricos conducen a un impedimento mutuo. La forma de los dendrímeros se parece cada vez más a una esfera.

## Polimerización por crecimiento en cadena
La polimerización por crecimiento en cadena es una reacción en la que el polímero de alto peso molecular se produce al principio del proceso de polimerización y el rendimiento del polímero (el porcentaje de conversión del monómero en polímero) aumenta gradualmente con el tiempo. En esta polimerización, las moléculas de monómero insaturado se añaden al sitio activo de una cadena de polímero en crecimiento de una en una. En la polimerización por crecimiento en cadena, un polímero se sintetiza a partir de monómeros en cuatro pasos.
(i) El paso de iniciación de la cadena es la reacción para generar un portador de cadena (intermediarios como radicales e iones en la propagación de la cadena) en las polimerizaciones en cadena.
(ii) El paso de propagación de la cadena es un paso en el que un centro activo en las moléculas de polímero en desarrollo añade un compuesto monómero formando una nueva molécula de polímero que es una unidad de repetición más larga con un nuevo centro activo.
(iii) El paso de transferencia de cadena es un paso clave en el que el centro activo del polímero A recibe un átomo del compuesto B y se termina. A continuación, la molécula B forma un centro activo. En este paso el punto activo sólo se desplaza a otra molécula y no desaparece. Este paso puede ocurrir en polimerizaciones de coordinación, iónicas y de radicales libres.
(iv) La terminación de la cadena significa que el centro activo desaparece en la polimerización en cadena, provocando la terminación de la propagación de la cadena.
El proceso de crecimiento de la cadena puede clasificarse en polimerización por adición y polimerización por apertura de anillo. Es importante tener contar con información sobre la cinética y el crecimiento de la cadena para controlar el peso molecular y cómo crece con la conversión. La conversión se refiere a la rapidez con la que se consumen los reactivos para formar un producto. En la polimerización por crecimiento en cadena, la conversión es lenta porque los monómeros sólo reaccionan con los extremos activos de la cadena; sin embargo, la cinética es tal que el crecimiento de la cadena hasta alcanzar un peso molecular elevado es rápido. Así, las moléculas presentes en una polimerización típica por crecimiento en cadena forman parte de un polímero o monómero de alto peso molecular. La polimerización radical se comporta de la misma manera. Así, cerca del final de la polimerización, cuando la velocidad de reacción (conversión de monómero en polímero) disminuye, el monómero está presente. Es prácticamente difícil consumir todos los monómeros durante la polimerización. La polimerización por crecimiento escalonado va en sentido contrario.